# Elijah Mitchell
(en) Statistiques sur pro-football-reference
Elijah Mitchell, né le 2 mai 1998 à Erath en Louisiane, est un sportif professionnel américain de football américain jouant au poste de running back dans la National Football League (NFL) depuis la saison 2021 et pour la franchise des Chiefs de Kansas City.
Universitaire, il joue au sein de la NCAA Division I FBS pendant quatre saisons (2017-2020) pour les Ragin' Cajuns de l'université de Louisiane à Lafayette avant d'être sélectionné au 6e tour de la draft 2021 de la NFL par les 49ers de San Francisco. Il y reste quatre saisons avant de rejoindre les Chiefs dès 2025.

## Biographie

### Carrière universitaire
Mitchell étudie à l'université de Louisiane à Lafayette où il joue pour les Ragin' Cajuns. Il s'y fait remarquer, ce qui lui permet d'être classé 14e des meilleurs espoirs à sa position en prévision du draft 2021.

### Carrière professionnelle

#### 49ers de San Francisco
Sélectionné par les 49ers de San Francisco, il réalise une bonne performance (104 yards en 19 courses) dès la première semaine à la suite d'une blessure encourue par son équipier Raheem Mostert,.
Lors de sa saison rookie, il gagne un total de 963 yards à la course, battant le record de sa franchise du plus grand nombre de yards gagnés par un rookie établi avec 811 yards par Vic Washington en 1971.
Le 13 septembre 2022, Mitchell subit dès le premier match une entorse du ligament collatéral médial du genou. Réactivé le 12 novembre, il se déchire le ligament collatéral médial du genou en 12e semaine et est de nouveau placé sur la liste des blessés le 3 décembre.
Réactivé le 7 janvier 2023, il participe au dernier match de la saison régulière ainsi qu'à deux matchs de série éliminatoire. Sur la saison régulière 2022, Mitchell a participé à cinq matchs, effectuant 45 courses pour un gain de 279 yards et deux touchdowns. Lors du tour de wild card gagné 41 à 23 contre les Seahawks, Mitchell effectue deux réceptions pour un gain de 25 yards et un touchdown. Contre les Cowboys en tour de division (victoire 19 à 12), il effectue 14 courses pour un gain de 51 yards.
En 2023, Mitchell participe à 11 matchs dont un en tant que titulaire. Il effectue 75 courses pour un gain cumulé de 281 yards et inscrit deux touchdowns lors des deux derniers matchs de la saison régulière. Les 49ers accèdent au Super Bowl LVIII mais sont battus 22 à 25 par les  Chiefs de Kansas City. Lors de ce match, Mitchell effectue deux courses pour un gain de 8 yards.
Mitchell se blesse aux ischio-jambiers et est placé sur la liste des blessés jusqu'en fin de saison dès le 27 août 2024,.

#### Chiefs de Kansas City
Le 13 mars 2025, Mitchell signe un contrat d'un an avec les Chiefs de Kansas City,.

## Palmarès
- Sélectionné dans la première équipe de la conférence Sun Belt en 2020 ;
- Sélectionné dans la deuxième équipe de la conférence Sun Belt en 2018 et 2019 ;
- MVP du First Responder Bowl 2020.